# Flagge Boliviens
Die Flagge Boliviens in ihrer heutigen Form wurde erstmals 1851 eingeführt und wurde in ihrer Form als horizontale Trikolore durch die Flagge Kolumbiens beeinflusst. Seit 2009 ist die Flagge der indigenen Bevölkerung des Andenhochlands, die Wiphala, als Emblem der Nationalflagge gleichgestellt.

## Beschreibung und Bedeutung

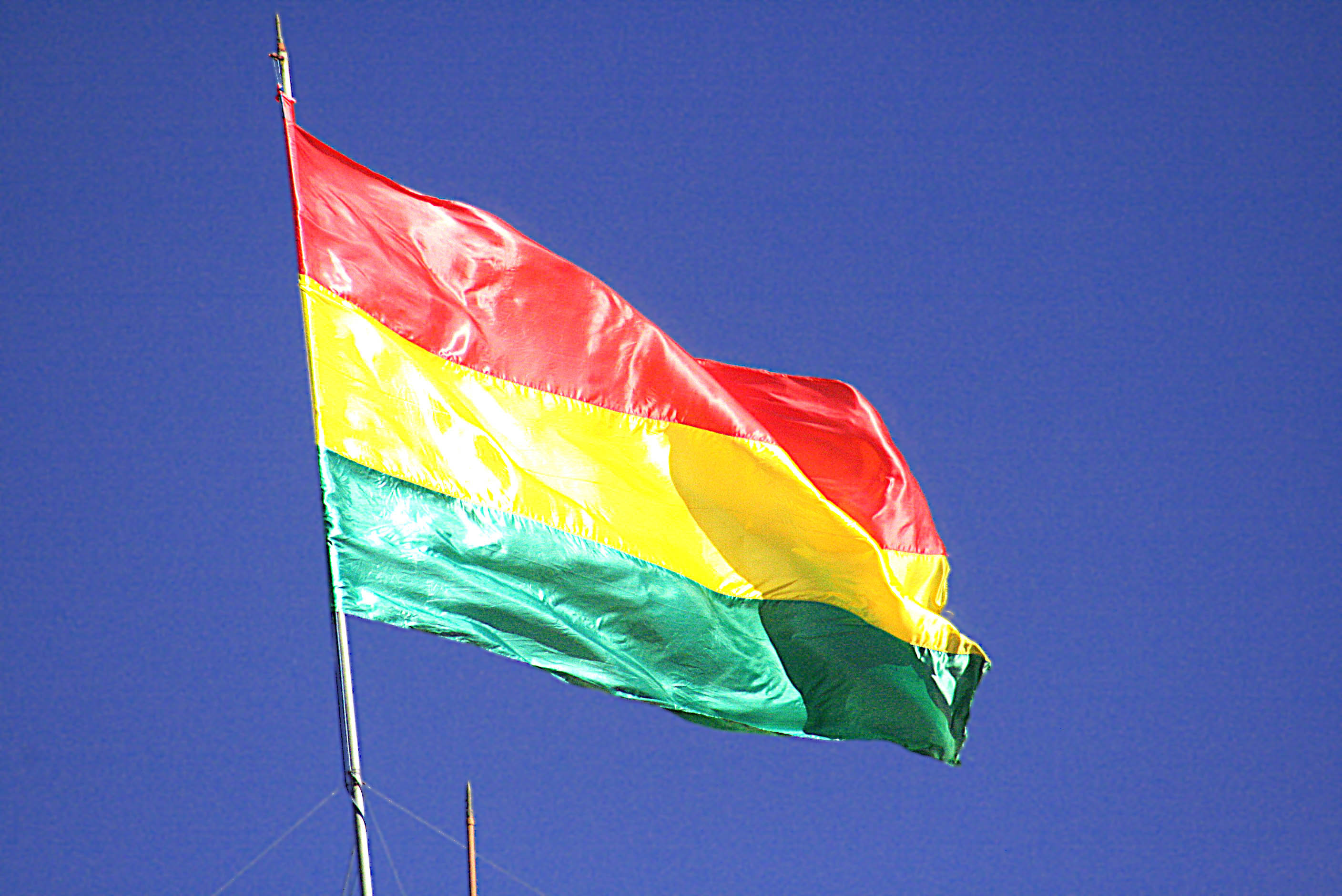
Flagge Boliviens

Die Nationalflagge besteht aus drei gleich großen, horizontalen Streifen: oben Rot, in der Mitte Gelb und unten Grün. Dabei steht Rot für die Tapferkeit der bolivianischen Soldaten, Gelb für den Reichtum an Mineralschätzen und Grün symbolisiert die Fruchtbarkeit des Landes.
Zufällig entsprechen diese Farben den Panafrikanischen Farben, die meist genau das Gleiche symbolisieren. Ein historischer Zusammenhang besteht allerdings nicht, die Farben Boliviens sind älter.
In der Staatsflagge wird zusätzlich in der Mitte des gelben Streifens das Staatswappen Boliviens geführt, manchmal inklusive der blauen Scheibe im Hintergrund. In der Kriegsflagge zu Land wird das Staatswappen außerdem von einem Lorbeerkranz umrahmt. Die Kriegsflagge zur See ist Blau mit der Trikolore im Kanton. Entlang der Trikolore sind neun fünfzackige, gelbe Sterne aufgereiht. Sie stehen für die neun Departamentos des Landes. Ein zehnter, größerer Stern findet sich im unteren Flugteil. Dieser symbolisiert das Departamento Litoral, ein Gebiet, das Bolivien im Salpeterkrieg an Chile verlor, auf das Bolivien aber weiterhin Anspruch erhebt, da es sein einziger Zugang zum Meer war. Mangels Meereszugang finden sich Schiffe der Marine Boliviens nur auf dem Titicacasee und einigen größeren Flüssen des Landes.

Staatsflagge
Kriegsflagge zu Land
Kriegsflagge zur See

Ghana verwendet für seine Nationalflagge die gleiche Trikolore mit einem zusätzlichen schwarzen Stern im Zentrum des gelben Streifens und mit einem anderen Seitenverhältnis.

## Geschichte
Die erste Nationalflagge Boliviens wurde auf der verfassunggebenden Versammlung am 17. August 1825 festgelegt. Die Flagge bestand aus drei horizontalen Streifen, zwei grünen und einem strahlend roten Mittelstreifen mit halber Breite der Flagge. Im Zentrum der Flagge wurden fünf Ovale angebracht, die aus Lorbeer- und Olivenzweigen gebildet werden. Innerhalb von jedem Oval befand sich ein goldener Stern.
Vermutlich standen die fünf Ovale mit Sternen für die damaligen Provinzen Charcas, La Paz, Cochabamba, Santa Cruz und Antofagasta. Das Gesetz sah neben dieser „Bandera Mayor“ auch eine zweite Version der Flagge („Bandera Menor“) vor, die nur mit einem Oval ausgestattet war. Diese war für „nichtfeierliche“ Anlässe vorgesehen und man würde sie heute wohl als „Bürgerliche Flagge“ bezeichnen, während die aufwändigere 5-Stern-Version als „Staatsflagge“ gedacht war. Da offenbar keine zeitgenössischen Abbildungen dieser Flaggen existieren, ist man bei der Rekonstruktion auf die genannten Beschreibungen angewiesen.
Bereits am 25. Juli 1826 wurde jedoch ein neues Flaggendesign ausgewählt. Im damaligen Gesetz hieß es dazu, dass die neue Nationalflagge die gleiche wie vorher sein solle, jedoch die fünf gelben Sterne durch einen nach oben gesetzten gelben Streifen ersetzt werden. Im Zentrum der Flagge solle das neue Staatswappen innerhalb eines Lorbeer- und Olivenzweiges angebracht werden. Das genaue Aussehen und die Art der Darstellung des Wappens ist nicht bekannt. Vermutlich wurde jedoch das 1825 angenommene Wappen durch Ergänzung eines sechsten Sterns modifiziert. Ebenso gibt es über die Breite der Streifen keinen Konsens. Aufgrund bolivianischer Quellen zur Flaggengeschichte scheint die Flagge von 1826 jedoch bereits mit gleich breiten Streifen ausgestattet worden zu sein.

Bandera Mayor (17. August 1825 bis 25. Juli 1826)
Bandera Menor (17. August 1825 bis 25. Juli 1826)
Bandera Mayor (25. Juli 1826 bis 31. Oktober 1851)
Bandera Menor (25. Juli 1826 bis 31. Oktober 1851)

In den Jahren zwischen 1836 und 1839 war Bolivien ein Teil der vom bolivianischen Diktator Andrés Santa Cruz errichteten „Peruanisch-Bolivianischen Konföderation“. Diese bestand aus Bolivien und Peru, das in Nord und Süd geteilt wurde. Bolivien benutzte während dieser Periode weiterhin die 1826 festgelegte Nationalflagge. Es sei erwähnt, dass im Jahre 1838 noch eine besondere Konföderationsflagge geschaffen wurde, die aus einem roten Tuch bestand. Auf diesem befanden sich die Wappen der Mitgliedstaaten, die von einer Girlande aus Zweigen eingefasst wurden.
Am 31. Oktober 1851 kam es erneut zu einer Änderung. Dabei wurden die Positionen des gelben beziehungsweise roten Streifens miteinander ausgetauscht, so dass dabei die auch heute wieder gültige Nationalflagge Boliviens geschaffen wurde. Über eine angeblich in den Jahren 1854 und 1855 in Bolivien verwendete gänzlich grüne Flagge gibt es widersprüchliche Berichte. Vermutlich beruht diese Angabe auf einer Verwechslung mit einer im bolivianischen Departamento Beni benutzten rein grünen Flagge. Am 14. Juli 1888 wurde die heutige Trikolore nochmals offiziell bestätigt.
Das Staatswappen wurde im Laufe der Geschichte Boliviens mehrfach geändert, was entsprechend auch Einfluss auf die Staatsflagge hatte.

Peruanisch-Bolivianische Konföderation, 1838 bis 1839
Flagge Boliviens seit 1851
Mögliche Flagge Boliviens, 1854 bis 1855

## Die Wiphala

Der Nationalflagge gleichgestellt: Die Wiphala (von Qullasuyu)

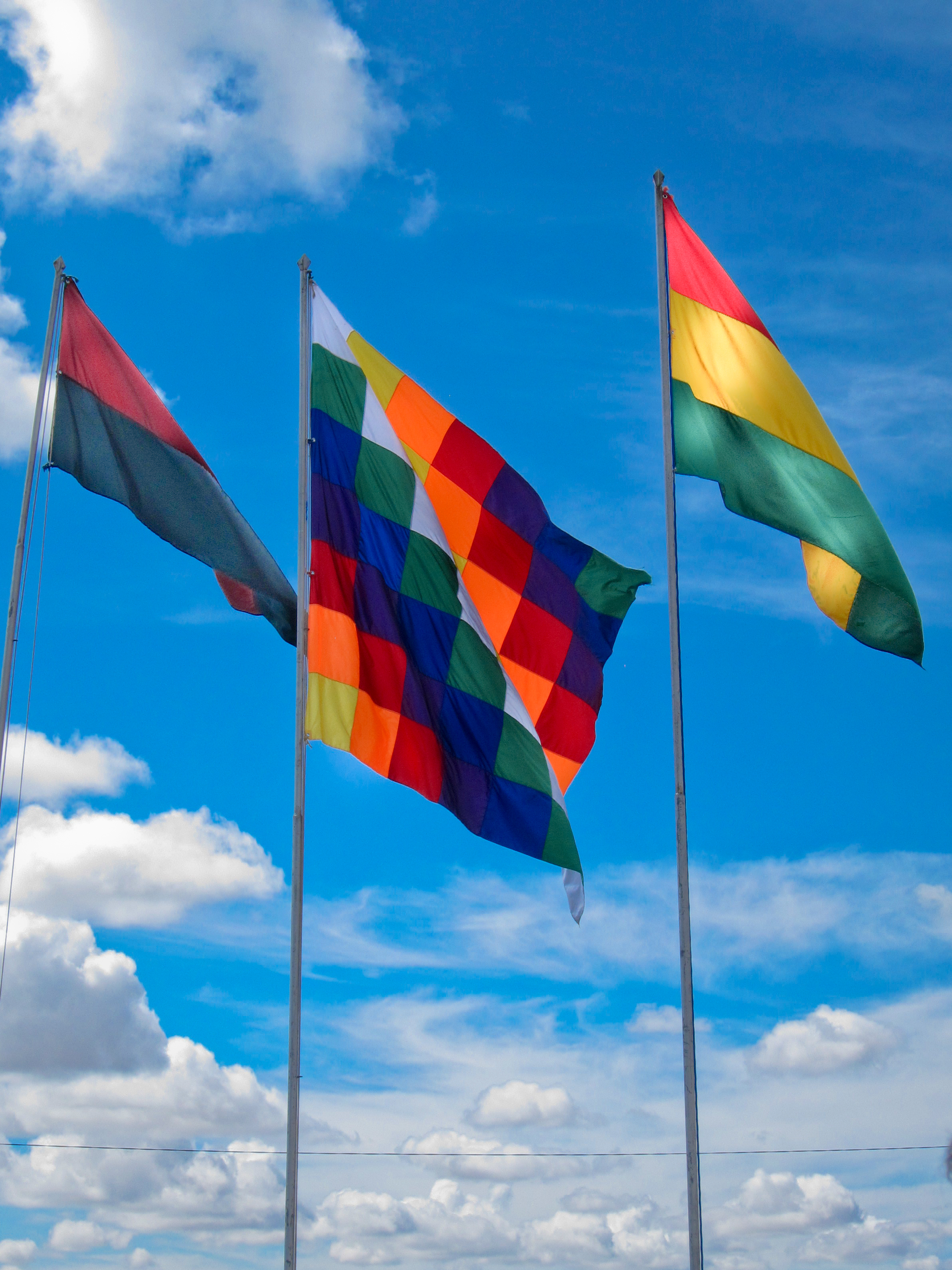
Wiphala neben der Flagge des Departamento La Paz (links) und der Nationalflagge (rechts)

Die Mehrheit der Bevölkerung Boliviens ist indigener Herkunft; die größten Gruppen sind die Aymara und die Quechua. Aus der Tradition der Inka heraus verwenden die Quechua als deren Nachkommen die Regenbogenfahne als ihr Symbol. Diese sieht man aber häufiger im benachbarten Peru.
Weitaus verbreiteter in Bolivien ist die Wiphala, das Symbol des Inka-Teilreiches Qullasuyu, mit dem sich die Aymara identifizieren. Sie hat sich als Symbol der gesamten indigenen Bevölkerung des Landes durchgesetzt und besteht aus 49 Quadraten in sieben Farben. Daneben gibt es noch ähnliche Wiphala der anderen Teilreiche der Inka, so auch von Antisuyu, zu dem ein Teil Boliviens gehörte.
Präsident Evo Morales, der selbst Aymara ist, erklärte im Wahlkampf 2006 seine Absicht, Elemente der Wiphala in die Nationalflagge aufzunehmen, um auch dort die indigene Bevölkerung in repräsentieren. Mit Annahme der neuen Verfassung am 7. Februar 2009 wurde stattdessen die Wiphala als Emblem gleichgestellt und muss fortan neben der bereits bestehenden Nationalflagge wehen. Diese Entscheidung sorgte für Aufsehen, da in der Wiphala bei weitem nicht alle der 36 indigenen Gruppen vertreten waren. Besonders kontrovers ist diese Entscheidung, da sich Bolivien erst im selben Jahr von „Republik Bolivien“ zu „Plurinationaler Staat Bolivien“ umbenannt hat.

Wiphala von Antisuyu
Flagge der Quechua
Flaggenvorschlag von 2006

## Die Flagge der Patujú-Blume

Flagge der Patujú-Blume

Die Flagge der Patujú-Blume erschien während der Demonstrationen gegen den Bau einer Straße im Nationalpark und Indigenenschutzgebiet Isiboro-Secure, zwischen 2011 und 2012 entstand die Idee, die Völker Ostboliviens mit der Patujú-Blume zu repräsentieren, jedoch hatte sie keine offizielle Vertretung bei öffentlichen Veranstaltungen auf nationaler Ebene und auch kein definiertes Design.
Am 28. Juni 2013 erklärte das Departamento Santa Cruz die Flagge der Patujú-Blume zum Symbol des Departamentos. Die Regel besagt, dass das Symbol bei jedem offiziellen Akt in der Region gezeigt werden sollte.
Am 2. April 2014 erkannte auch das Departamento Beni die Flagge der Patujú-Blume an und erklärte sie zum offiziellen Symbol des Departamentos.
Sie wurde ab dem 14. November 2019 in offiziellen Akten der bolivianischen Regierung verwendet; es ist jedoch keine offizielle Flagge oder nationales Symbol Boliviens, da es rechtlich nicht anerkannt ist. Unter Präsident Luis Arce wird die Flagge nicht verwendet, was Kritik an Arce von Seiten der Indigenen aus dem bolivianischen Tiefland hervorrief.
Am 19. November 2020 stellte der Senat von Bolivien nach den Behauptungen indigener Organisationen die Verwendung der Flagge wieder her.

## Flaggen der Departamentos
1864 entschieden die Präfekten auf einer nationalen Konferenz erstmals die Einführung von Flaggen für die einzelnen Departamentos Boliviens. Bei den heutigen Flaggen werden manchmal auch Versionen mit dem Wappen des Departamento verwendet.
| Name der Provinz        | Flagge | Kommentare |
| ----------------------- | ------ | --- |
| Departamento Beni       |        | Die einfache grüne Flagge von Beni wurde offiziell 1992 angenommen. Es ist unklar, ob die angebliche Nationalflagge von 1854 hier Vorbild war oder jene eine Falschmeldung aufgrund der Flagge von Beni war. Erwähnung findet die Flagge auch in der Hymne des Departamento. Seit dem 15. Dezember 2007 befinden sich im Zentrum der Flagge acht goldene, fünfzackige Sterne, die einen Kreis bilden. Sie stehen für die acht Provinzen von Beni. |
| Departamento Chuquisaca |        | Die offizielle Version zeigt ein rotes Burgunderkreuz. Grundlage dafür war die Flagge der Audiencia Charcas, einer der sechs Verwaltungseinheiten des Vizekönigreichs Peru. Von der Flagge wird, selbst im offiziellen Gebrauch, auch eine einfache Version mit einem gewöhnlichen roten Andreaskreuz verwendet. Weiß steht für Reinheit, Hoffnung und Frieden; Rot für Blut.                                                                     |
| Departamento Cochabamba |        | Das Himmelblau der Flagge von Cochabamba symbolisiert die Freiheit. Diese Flagge wurde von den Rebellen des Aufstandes von Cochabamba am 14. September 1810 verwendet. |
| Departamento La Paz     |        | Am 31. Juli 1809 setzte Victorio García Lanza während des Aufstandes von La Paz die Flagge erstmals. Ponceaurot steht für das Blut des Unabhängigkeitskampfes, Smaragdgrün für die Vegetation und die Hoffnung. Oft wird fälschlicherweise ein zu dunkles Rot verwendet. Obwohl sie seitdem im Gebrauch war, wurde sie erst am 2. Juli 1987 durch den Präfekten Ángel Gómez offiziell angenommen.                                                 |
| Departamento Oruro      |        | Die karmesinrote Flagge wurde ursprünglich vom Freiheitskämpfer Sebastián Pagador verwendet. |
| Departamento Pando      |        | Die zweifarbige Flagge Pandos wurde ursprünglich von bolivianischen Freiwilligen (Columna del Porvenir) im Chacokrieg gegen Paraguay verwendet. |
| Departamento Potosí     |        | Die Flagge leitet sich von der Flagge der spanischen Region Kastilien und León ab. |
| Departamento Santa Cruz |        | Die Flagge wurde am 24. Juli 1864 durch den Präfekt Tristán Roca Suárez eingeführt. Erstmals verwendet wurde sie von einer Gruppe, die gegen den Putschisten Mariano Melgarejo kämpfte. Andere Quellen nennen den Unabhängigkeitskämpfer Ignacio Warnes als Ersten, der die Flagge benutzte. Heute findet die Flagge auch Verwendung bei der Autonomiebewegung, die eine Abspaltung des Nordosten Boliviens vom Rest des Landes fordern.          |
| Departamento Tarija     |        | Die Flagge von Tarija ist eine horizontal geteilte rot-weiße Flagge. |
| Departamento Litoral    |        | Für das an Chile verlorene Departamento Litoral verwendet Bolivien eine horizontale blau-rot-gelbe Trikolore. Ursprünglich wurde sie 1841 als Kriegsflagge zur See eingeführt. |

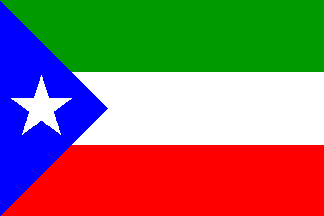
Republik Santa Cruz de la Sierra 1904

Eine Separatistenbewegung in Santa Cruz verwendete zwischen 1904 und den 1960ern eine eigene Flagge, die der heutigen Flagge Äquatorialguineas ähnelt.

## Andere Flaggen
Die Provinzen der Departamentos verfügen über eigene Flaggen, ebenso die Parteien des Landes. Vor allem die Flagge des Movimiento al Socialismo und ihre Farben (schwarz/weiß/blau) sind landesweit vielerorts zu sehen, insbesondere im Hochland.